# Fred Basolo
Pour les articles homonymes, voir Basolo.
Fred Basolo (11 février 1920 - 27 février 2007) est un chercheur américain spécialiste de la chimie inorganique.

## Biographie
Il reçoit son diplôme de doctorat en 1943 à l'Université de l'Illinois à Urbana-Champaign avec John C. Bailar Jr.. Basolo fait sa carrière entière à l'université Northwestern. Il fait avancer la recherche sur les complexes, les composés organométalliques et la chimie bioinorganique. Il publie plus de 400 articles. Avec son collègue Ralph Pearson, il rédige une monographie intitulée Mechanisms of Inorganic Reactions (« Mécanisme des réactions inorganisques  »), qui met en lumière l'importance des mécanismes de coordination des composés. Membre de la National Academy of Sciences, il reçut plusieurs récompenses parmi lesquelles la Médaille Priestley en 2001 et la George Pimentel Award in Chemical Education. Il fut président de l'American Chemical Society en 1983.